# Klövertjärnen, Dalarna
Klövertjärnen är en sjö i Älvdalens kommun i Dalarna och ingår i Dalälvens huvudavrinningsområde.